# Gothaprogrammet

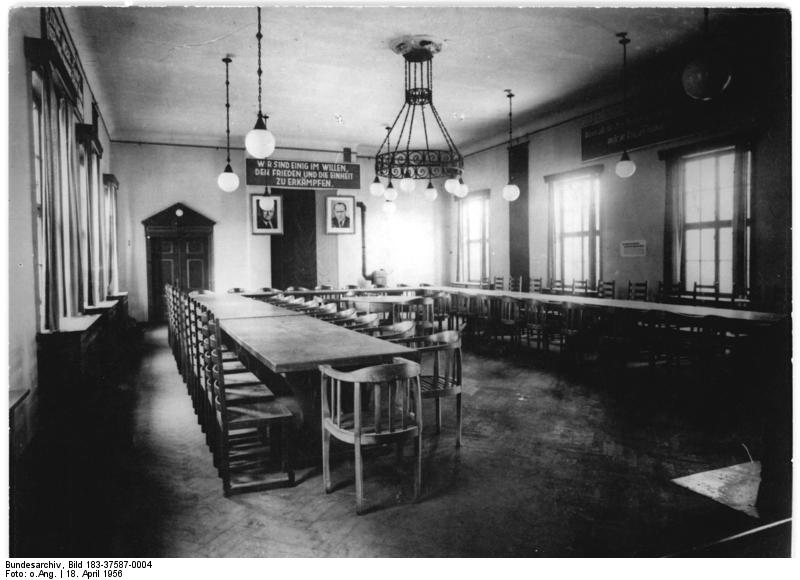
Kongressalen i Tivoli-byggnaden i Gotha, där programmet antogs 1875.

Gothaprogrammet (tyska: Gothaer Programm) är ett tyskt socialistiskt partiprogram, som antogs 1875 vid en kongress i Gotha, Thüringen. Vid kongressen bildades Socialistiska arbetarepartiet (SAP), genom att Socialdemokratiska arbetarepartiet (SDAP), under ledning av August Bebel (1840–1913) och Wilhelm Liebknecht (1826–1900), och Allmänna tyska arbetareföreningen (ADAV) gick samman. 15 år senare bytte SAP namn till det nuvarande, Tysklands socialdemokratiska parti (SPD). Gothaprogrammet påverkade den svenska socialdemokratins första partiprogram, men blev även skarpt kritiserat av Karl Marx (1818–1883) och Friedrich Engels (1820–1895).
1869 höll Socialdemokratiska arbetarepartiet (SDAP) sin första partikongress, under vilken det så kallade Eisenachprogrammet antogs. Partiet var då strikt marxistiskt och påverkat av August Bebel och Första internationalen. Ferdinand Lassalle (1825–1864) ledde ett annat socialdemokratiskt parti, och det fanns en önskan att förena dessa, varför en kongress anordnades i Gotha 1875. Segraren var tvivelsutan Lassalle trots att Gothaprogrammet förklarades vara en kompromiss mellan de båda grupperna.
Gothaprogrammet fastslår att arbetet "är all rikedoms och all kulturs källa" och förordar att "med alla lagliga medel" sönderbryta den "järnhårda lönelagen" genom "avskaffande av lönearbetets system" och att all form av politisk och social ojämlikhet ska försvinna. Partiet menar att fastän de var medvetna om socialismens internationella natur, så verkade de främst nationellt. Arbetarklassen, hävdas det i programmet, måste själv befria sig från elände och förtryck, då "alla andra klasser endast är en reaktionär massa". För att lösa de sociala problemen krävde partiet att staten skulle inrätta produktionsföreningar för industri och jordbruk ur vilka den socialistiska organisationen skulle uppstå.
Det första svenska socialistiska partiprogrammet skrevs av August Palm (1849–1922), vilket antogs av dennes Malmöorganisation hösten 1882 och publicerades i tidningen Folkviljan. August Palms partiprogram är i det mesta en ren översättning av Gothaprogrammet, men skiljer sig åt på vissa punkter i en riktning som kan tyckas vara marxistisk. Utan påverkan från Marx uppstod även kritik mot Gothaprogrammet inom den svenska arbetarrörelsen. 1888 skrev Axel Danielsson (1863–1899) ett nytt partiprogram där han framhåller att kungar gjort betydelsefulla och positiva inskränkningar i ägande- och maktstrukturer, och lyfter i stället fram borgarna som exploatörerna.

## Kritik av Gothaprogrammet
När Karl Marx och Friedrich Engels läste programmet kritiserade de det punkt för punkt, och Marx skrev i ett brev även att själva föresatsen att tro att ett principprogram skulle lösa något var fel, då de egentligen borde ha kommit överens om ”aktion mot den gemensamme fienden”. Kritiken publicerades dock inte förrän femton år därefter. Kritiken mot Gothaprogrammet avslutas med den berömda frasen "Jag har talat och räddat min själ" (Dixi et salvavi animam meam). 
Under tiden mellan Gothaprogrammets tillkomst och Marx kritik blev offentlig, gällde den så kallade Socialistlagen i Tyskland som olagligförklarade partiet (1878–1890). I 1890 års val fick partiet 20 procent av rösterna varför Socialistlagen kunde skrivas om. Vid partikongressen nästföljande år antogs ett nytt partiprogram, Erfurtprogrammet, som fick än mer betydelse för bland annat den nordiska socialdemokratin.
| ”                                      | Mellan det kapitalistiska och det kommunistiska samhället ligger den period då det ena revolutionärt omvandlas i det andra. Därtill svarar också en politisk övergångsperiod, vars stat inte kan vara någonting annat än proletariatets revolutionära diktatur. | „ |
| – Karl Marx, Kritik av Gothaprogrammet | |   |